# Святьё
Святьё — деревня в Володарском сельском поселении Лужского района Ленинградской области.

## История
Впервые упоминается в писцовых книгах Шелонской пятины 1498 года, как деревня Святье у озера Хвошенского, во Фроловском погосте Новгородского уезда.
Как деревня Освятье она обозначена на карте Санкт-Петербургской губернии 1792 года, А. М. Вильбрехта.
Деревня Святье упоминается на карте Санкт-Петербургской губернии Ф. Ф. Шуберта 1834 года.

СВЯТЬЕ — деревня принадлежит гвардии поручику Семёну Спицыну, число жителей по ревизии: 25 м. п., 29 ж. п. (1838 год)

Деревня Святье отмечена на карте профессора С. С. Куторги 1852 года.

СВЯТЬЕ — деревня господина Спицына, по просёлочной дороге, число дворов — 8, число душ — 37 м. п. (1856 год)

СВЯТЬЕ — деревня владельческая при озере Хвошинском, число дворов — 10, число жителей: 36 м. п., 34 ж. п. (1862 год)

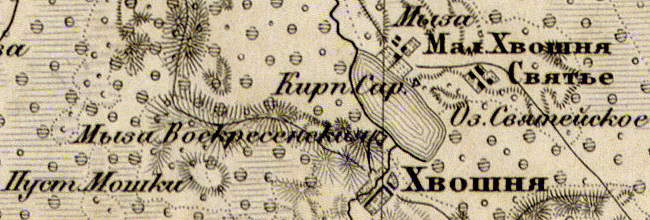
Деревня Святьё на карте 1863 года

Согласно карте из «Исторического атласа Санкт-Петербургской Губернии» 1863 года близ деревни находилась мыза и деревня Малая Хвошня.
В XIX веке деревня административно относилась к Подмошской волости 6-го земского участка 2-го стана Лужского уезда Санкт-Петербургской губернии, в начале XX века — 4-го стана.
По данным «Памятной книжки Санкт-Петербургской губернии» за 1905 год деревня Святье входила в Хвощенское сельское общество.
С 1917 по 1928 год деревня находилась в составе Хвощновского сельсовета Подмошской (1917—1923), Турской (1923—1927) и Уторгошской (1927) волостей Лужского уезда.
С ноября 1928 года — в составе Конезерского сельсовета Лужского района. В 1928 году население деревни составляло 109 человек.
По данным 1933 года деревня называлась Светье и входила в состав Конезерского сельсовета Лужского района.
C 1 августа 1941 года по 31 января 1944 года деревня находилась в оккупации.
В 1958 году население деревни составляло 68 человек.
По данным 1966 года деревня Святьё входила в состав Городецкого сельсовета.
По данным 1973 и 1990 годов деревня Святьё входила в состав Володарского сельсовета.
В 1997 году в деревне Святьё Володарской волости проживали 7 человек, в 2002 году — 6 человек (все русские).
В 2007 году в деревне Святьё Володарского СП проживали 8 человек.

## География
Деревня расположена в южной части района на автодороге 41К-685 (Конезерье — Святьё).
Расстояние до административного центра поселения — 10 км.
Расстояние до ближайшей железнодорожной станции Луга — 35 км.
Деревня находится на восточном берегу Святейского озера.

## Демография
| 1838 | 1862 | 1928 | 1958 | 1997 | 2007 | 2010 |
| ---- | ---- | ---- | ---- | ---- | ---- | ---- |
| 54   | ↗70  | ↗109 | ↘68  | ↘7   | ↗8   | ↘3   |
| 2017 |      |      |      |      |      |      |
| ↗8   |      |      |      |      |      |      |